# Boreaspis
Boreaspis es un género extinto de peces de la familia Boreaspididae.

## Descripción
Se han encontrado catorce especies diferentes de Boreaspis en la arenisca de las lagunas y estuarios del Devónico Spitsbergen; sin embargo, es probable que algunas no pertenezcan al género. Las especies B. robusta y B. costata se han reasignado a Spatulaspis; y B. circinus, B. curtirostris y B. gracilis ahora pertenecen a Dicranaspis.
Las especies de Boreaspis eran muy pequeñas, con escudos cefálicos de unos 2 cm (0,79 pulgadas) de longitud. Todas las especies poseían un largo rostro en forma de espata derivado del extremo anterior del escudo cefálico, que habría mejorado la hidrodinámica del pez y probablemente también lo utilizaba para extraer alimento enterrado bajo el sustrato.

## Especies
- B. bamtoides Wangsjö, 1952
- B. ceratops Wangsjo, 1952
- B. intermedia Wangsjö, 1952
- B. macrorhynchus Wangsjö, 1952
- B. puella Wangsjo, 1952
- B. rostrata Stensiö, 1927
- B. spinicornis Wangsjö, 1952
- B. triangularis Wangsjö, 1952